# Peter Aucoin
Peter Aucoin (* 1947 in Halifax; † 2011 in Halifax) war ein kanadischer Politikwissenschaftler der als Professor an der Dalhousie University forschte und lehrte. Er amtierte 1995/96 als Präsident der Canadian Political Science Association (CPSA). 2006 wurde er zum Fellow der Royal Society of Canada gewählt und 2007 zum Mitglied des Order of Canada ernannt.

## Leben
Aucoin machte an der Dalhousie University sein Master-Examen und wurde an der Queen’s University (Kingston) zum Ph.D. promoviert. Seit 1970 wirkte er als Dozent für Politikwissenschaft an der Dalhousie University, ab 1979 als Full Professor. 2003 wurde er zum Eric Dennis Memorial Professor of Government and Political Science ernannt. Mehrfach wurde er von der Hochschule an staatliche Einrichtungen als Berater und Projektleiter abgeordnet. Unter anderem war er Forschungskoordinator für die Royal Commission on the Economic Union and Development Prospects for Canada und Forschungsdirektor für die Royal Commission on Electoral Reform and Party Financial tätig. Unter seiner Leitung wurden von letztgenannter Kommission umfassende Untersuchungen zum Wahlrecht und zur Wahlkampffinanzierung publiziert.
Er war Senior Fellow der Canada School of Public Service der kanadischen Regierung und wurde von vielen Bundes- und Provinzbehörden häufig als Berater angefragt. Seine vergleichende Forschung führte ihn mehrfach nach Australien, Großbritannien und Neuseeland. 